# Мальвиайнен
Мальвиайнен — озеро на территории Луусалмского сельского поселения Калевальского района Республики Карелии.

## Общие сведения
Площадь озера — 9,6 км², площадь водосборного бассейна — 40,3 км². Располагается на высоте 165,2 метров над уровнем моря.
Форма озера лопастная, продолговатая: оно вытянуто с северо-запада на юго-восток. Берега изрезанные, каменисто-песчаные, местами заболоченные.
С северо-западной стороны Мальвиайнен имеет сток в озеро Охтанъярви, через которое протекает река Писта, впадающая в озеро Верхнее Куйто.
В озере более десяти островов различной площади. Самый крупный — Мальвиайнен.
Код объекта в государственном водном реестре — 02020000811102000004449.